# Bîkiv, Brusîliv
Bîkiv (în ucraineană Биків) este un sat în comuna Ozera din raionul Brusîliv, regiunea Jîtomîr, Ucraina.

## Demografie
Componența lingvistică a localității Bîkiv
     Ucraineană (99,28%)
     Alte limbi (0,72%)
Conform recensământului din 2001, majoritatea populației localității Bîkiv era vorbitoare de ucraineană (99,28%), existând în minoritate și vorbitori de alte limbi.